# 의정부동
의정부동(議政府洞)은 대한민국 경기도 의정부시에 위치한 법정동이다. 의정부1동, 의정부2동의 행정동으로 구분되어 관리된다.

## 개요
의정부1동은 조선 선조 때 교통·통신기관의 하나인 두험천참(逗驗川站)이라는 파발막이 있었던곳으로 옛날에는 파발막이라고 불리었던 곳이다. 제일시장을 비롯한 큰 시장이 산재해 있고, 유흥업소가 밀집돼 있는 상업 중심지역일 뿐만 아니라 금융기관과 각급 단체가 자리잡고 있는 시의 중심부이다. 의정부교육청과 중앙초등학교, 양주군청이 자리잡고 있던 의정부4동도 지난 1998년에 의정부1동으로 통합되었다. 제일시장, 청과야채시장, 중앙상가 등의 시장이 몰려있고 그랜드호텔 등 숙박업소와 음식점이 시 전체의 60%인 960여개소가 밀집되어 있다.

## 교통
- 가능역
- 의정부역
- 흥선역
- 의정부시청역
- 의정부중앙역
- 경전철의정부역

## 교육
- 경의초등학교
- 배영초등학교
- 의정부중앙초등학교
- 상우고등학교

## 주거
| 단지명                 | 건설사       | 시행사                              | 주소 | 입주 | 비고 |
| ---------------------- | ------------ | ----------------------------------- | ---- | ---- | ---- |
| 의정부역 더샵 링크시티 | 포스코이앤씨 | 한국자산신탁㈜ 링크시티피에프브이㈜ |      |      |      |